# Almocadén
Almocadén o almocadem (en árabe: المقدم‎) era el Caudillo y capitán de los peones o infantes en la guerra, Princeps peditum o Jefe de los Soldados de Infantería. 
Se elegía precediendo el juramento de otros doce Almocadenes o Jefes de Infantería en que deponían estos de su conocimiento, pericia militar, destreza en las armas, ligereza corporal para seguir en la fuga al enemigo y hacer con presteza cualquier retirada. Supuesto este informe y testimonio que daban al Rey o General de la tropa, le sostenían entre dos lanzas y puesto en pie sobre ellas, era levantado por cuatro veces de la tierra volviéndole a las cuatro partes o lados del mundo. Y pendiente de esta manera, teniendo en la mano una lanza y pendón pequeño que luego se le daba con la divisa que eligiese para que fuese conocido y defendido por su tropa, profería las palabras siguientes: Yo N. desafío en el nombre de Dios a todos los enemigos de la Fe y de mi Señor el Rey y de su tierra. Los que contravenían la recta averiguación de los méritos del pretendiente perdían en pena su oficio quedando a su cargo la satisfacción de todos los daños que se hubiesen seguido por la corta pericia del nuevo Almocadem. 
Es voz arábiga, compuesta del artículo al y partícula mo y cadem, que significa adelantarse, como lo ejecuta el capitán que va al frente de su tropa gobernándola cuyo nombre, como otros muchos, tomaron los españoles de los árabes.